# Asunción Ocotlán
Asunción Ocotlán är en kommunhuvudort i Mexiko.   Den ligger i kommunen Asunción Ocotlán och delstaten Oaxaca, i den sydöstra delen av landet, 400 km sydost om huvudstaden Mexico City. Asunción Ocotlán ligger 1 485 meter över havet och antalet invånare är 3 848.
Terrängen runt Asunción Ocotlán är platt åt nordost, men åt sydväst är den kuperad. Runt Asunción Ocotlán är det ganska tätbefolkat, med 67 invånare per kvadratkilometer. Närmaste större samhälle är Trinidad Zaachila, 18,3 km norr om Asunción Ocotlán. Omgivningarna runt Asunción Ocotlán är en mosaik av jordbruksmark och naturlig växtlighet.